# Augustin Bea
Pour les articles homonymes, voir Bea.
Augustin Bea, né le 28 mai 1881 à Riedböhringen dans le Sud du Grand-Duché de Bade, alors dans l'Empire allemand et mort le 16 novembre 1968 à Rome en Italie, est un jésuite allemand, théologien et bibliste qui fut la cheville ouvrière des contacts œcuméniques avant et durant le concile Vatican II, et ensuite le premier président du Conseil pontifical pour la promotion de l'unité des chrétiens. Grand architecte de l’amélioration des rapports de l'Église catholique avec les autres confessions chrétiennes, il fut créé cardinal en 1959 par le pape Jean XXIII.

## Biographie

### Jeunesse et formation

#### Collège et vocation
Enfant unique né dans une famille aux revenus très modestes, le jeune Augustin peut étudier grâce à l’aide matérielle des habitants de son village. Il leur en restera reconnaissant toute sa vie. Après l’école paroissiale, il est admis en 1893 au collège catholique de Sasbach am Kaiserstuhl (Bade). Il y reste six ans, et passe ensuite au collège classique de Rastatt (1898-1900) où il obtient son diplôme de bachelier.

#### Formation jésuite
Le désir du sacerdoce, très tôt présent, s’affermit au cours de ces dernières années d’études. Ses parents souhaitent qu’il entre au séminaire de Fribourg-en-Brisgau, mais, attiré par la vie religieuse Bea choisit plutôt de s’expatrier pour entrer chez les jésuites (allemands) alors en exil aux Pays-Bas (le "Kulturkampf" du chancelier Bismarck avait banni les jésuites d’Allemagne), où il suit une initiation spirituelle de deux ans (1902-1904) au noviciat de Blijenbeek, suivie des études de philosophie à Valkenburg, toujours aux Pays-Bas (1904-1907). Bea enseigne ensuite le latin durant trois ans au collège de Sittard (1907-1910) et termine le cycle des études par la théologie (de nouveau à Valkenburg). Bea est ordonné prêtre le 25 août 1912.

### Apostolat et enseignement

#### En Allemagne
Durant la Première Guerre mondiale le père Bea est à Aix-la-Chapelle (1913-1917) puis il enseigne l’Ancien Testament au théologat de Valkenburg (1917-1921). C’est alors que commence à se dessiner sa vocation de bibliste et, particulièrement, son intérêt pour la destinée du peuple juif. Il est provincial des jésuites d’Allemagne de 1921 à 1924. Il est à  l'origine de la fondation du collège Berchmans de Pullach pour les études théologiques et philosophiques des jésuites allemands.

#### À Rome
En 1924, le père Bea est appelé à Rome pour enseigner la théologie biblique à l’université pontificale grégorienne. En 1928, il passe à l’institut biblique et se spécialise dans l’exégèse de l’Ancien Testament. Il en devient le recteur en 1930, et le reste jusqu’en 1949. Durant 19 ans, il coordonne le travail scientifique de recherches en sciences bibliques de l’institut, dirige la revue Biblica, publie nombre de livres et articles tout en enseignant l’Ancien Testament et la théologie de l'Inspiration dans les Écritures. Sous son rectorat, est créée la Faculté des sciences de l’Orient ancien.
Sa compétence fait qu’il est fréquemment consulté par le pape Pie XI. Il est déjà membre de la commission pour la réforme des études ecclésiastiques supérieures, laquelle publiera ses conclusions dans Deus Scientiarum Dominus (ca). En 1930, il se prononce pour la mise à l'Index de l'ouvrage « Le Messianisme » de l’abbé Louis Dennefeld, professeur à la Faculté de théologie catholique de Strasbourg, qu'il accuse d'utiliser le « langage impertinent (pour ne pas dire insolent) des auteurs rationalistes » et de mettre en cause le principe de l'inerrance biblique'. À partir de 1931, Bea est également consulteur de la Commission biblique pontificale. L’encyclique de Pie XII Divino afflante Spiritu (1943) qui traite de l’étude moderne des Écritures saintes - un tournant dans l’approche catholique de la recherche biblique (Inspiration, Qumrân, divers sens de l’Écriture, plus grande liberté de recherche, etc) - lui est largement redevable.
En 1935, pour la première fois depuis la Réforme des catholiques sont invités à un congrès protestant d’exégèse biblique de l'Ancien Testament. En tant que recteur de l'Institut biblique pontifical, le père Bea y conduisit le groupe d’exégèses catholiques. Il fut invité même à présider la dernière session du congrès. Comme le dit Mgr Marius Besson : "C'est la Bible qui divisa les chrétiens; c'est la Bible qui les réunira".
En 1945, c’est un nouveau psautier latin, traduit à partir de l’hébreu même, qui paraît: le Psalterium pianum. Ce travail de longue haleine avait été entrepris à la demande de Pie XII, dont il était également ami (et même confesseur à partir de 1941).
Plus tard, Bea est également membre de la Congrégation du Saint-Office, et participe à la rédaction du texte sur la définition dogmatique de l’Assomption de la Vierge Marie (proclamée le 1er novembre 1950 par Pie XII). La même année (1950), avec la Congrégation des Rites, il amorce le projet de réforme liturgique réalisé durant le concile Vatican II.

### Au concile Vatican II

#### Préparatifs
Dès qu’il a convoqué le concile Vatican II (25 janvier 1959), Jean XXIII songe à y inviter des observateurs non catholiques. Il confie à Bea la tâche de contacter les Églises et communautés chrétiennes non-catholiques et de créer ce réseau d’observateurs qui participeront au concile. C’est la première fois qu’une telle initiative est prise. Tout est neuf, et leur méfiance séculaire vis-à-vis de l’Église catholique doit être surmontée. Pour donner du poids à la démarche de Bea et lui permettre de s’adresser au plus haut niveau des Églises, Jean XXIII le crée cardinal en décembre 1959 et le consacre lui-même évêque titulaire de Germania-en-Numidie (de) le 19 avril 1962. Publications, messages, conférences et contacts réguliers du cardinal, respectueux et affable avec tous, feront qu’une grande majorité des Églises non catholiques répondent à l'invitation du pape et assistent au concile.

#### La déclarationNostra Ætate
Comme promis à son ami, l’historien Jules Isaac, Jean XXIII veille à réviser radicalement les relations de l’Église avec le judaïsme. C’est au bibliste et exégète Bea qu’il confie la tâche de travailler et de présenter le texte sur les relations avec le judaïsme, qui devient la 4e partie de la déclaration Nostra Ætate). Ce texte est approuvé avec le reste de la déclaration en 1965. Jamais l’Église n’a parlé aussi respectueusement des juifs et du judaïsme. Le cardinal Bea confie plus tard que la question des relations avec les juifs lui tenait particulièrement à cœur. C’était pour lui un problème personnel et spirituel.
Un article de la revue du SIDIC explique en quoi la déclaration Nostra Ætate constituait une révolution théologique :
« Augustin Bea est vraiment l'architecte de Nostra Ætate. S'appuyant sur sa connaissance de la Bible et poussé par un grand amour, il défendait courageusement et avec beaucoup d'insistance les grands thèmes de ce document, dans lequel le lien fondamental entre les juifs et tous les chrétiens est mis en lumière. Dans sa relation du 25 septembre 1964, il disait sur ce point : « L'étroite association entre l'Église, le peuple élu du Nouveau Testament, et le peuple élu de l'Ancien Testament, est commune à tous les chrétiens, et ainsi il y a un lien intime entre le mouvement œcuménique et les questions discutées dans cette déclaration. » Les préjugés traditionnels et l'antisémitisme sont clairement rejetés. Des indications bibliques et pastorales fournissent le point de départ d'une réflexion théologique sur le rôle du judaïsme postbiblique dans l'histoire du salut. Les études et les dialogues, souhaités par le concile, devront contribuer à une meilleure connaissance du judaïsme, tel qu'il se conçoit lui-même. »

### Après le concile

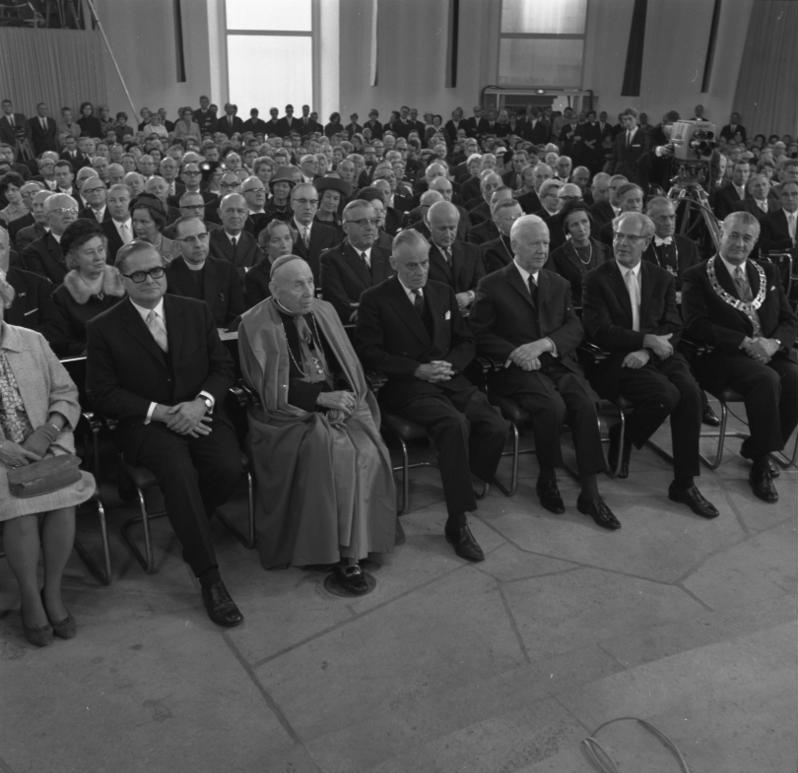
Le cardinal Bea en 1966.

Responsable du premier Secrétariat pour l’unité des chrétiens dès sa création en 1960, le cardinal Bea est nommé président du Conseil pontifical pour la promotion de l'unité des chrétiens, qui en prend la succession après le concile. Cette fonction fait de lui le responsable de l'application des orientations œcuméniques décidées par Vatican II. Jusqu'à sa mort, en 1968, il s'emploie à rapprocher les chrétiens entre eux, ce qui lui vaut d’être souvent appelé le Cardinal de l’unité.

## Œuvres
- (la) De pentateucho, Rome 1933.
- (la) De Scripturae Sacrae inspiratione, Rome, 1935.
- Le Nouveau Psautier latin, Paris, 1947.
- (la) Liber Ecclesiasticae, qui ab Hebraeis appellatur Qohelet, Rome, 1950.
- Pour l’unité des chrétiens, Paris, 1963.
- L’Unité dans la liberté, Paris, 1966.
- L’Église et le peuple juif, Paris, 1967.
- La Parole de Dieu et l’humanité, Tours, 1968.
- Ma vie pour mes frères (notes spirituelle 1959-1968), Lisieux, 1971 (posthume).

De très nombreux articles sur l’exégèse de l’Ancien Testament, et sur l’œcuménisme.